# Yuwangtai
Der Stadtbezirk Yuwangtai (chinesisch 禹王台区, Pinyin Yǔwángtái Qū) gehört zum Verwaltungsgebiet der bezirksfreien Stadt Kaifeng in der chinesischen Provinz Henan. Er hat eine Fläche von 56 km² und zählt 141.300 Einwohner (Stand: Ende 2018).

## Administrative Gliederung
Auf Gemeindeebene setzt sich der Stadtbezirk aus fünf Straßenvierteln und zwei Gemeinden zusammen. 